# Chirognathia
Chirognathia is een geslacht in de taxonomische indeling van de tandmondwormen (Gnathostomulida). De enige soort in dit geslacht is Chirognathia dracula.